# Чрномељ
Чрномељ (словен. Črnomelj) је град и управно средиште истоимене општине Чрномељ, која припада Југоисточнословеначкој регији у Републици Словенији.
По попису становништва из 2011. године насеље Чрномељ имало је 5.776 становника.